# Amata susa
Amata susa là một loài bướm đêm thuộc phân họ Arctiinae, họ Erebidae.